# Španělská bota

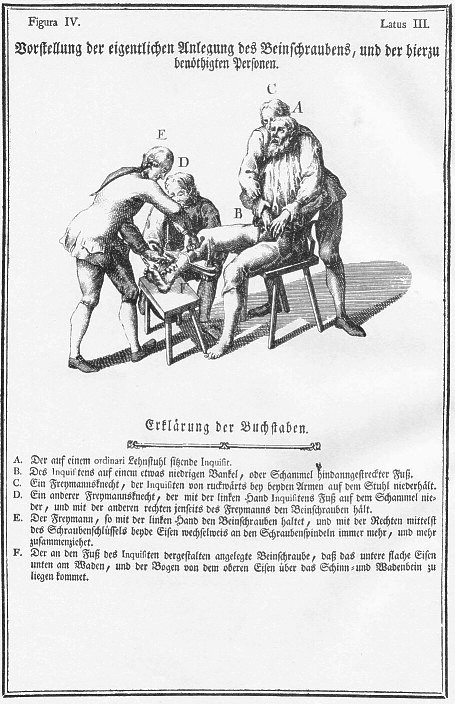
rytina výkonu útrpného práva španělskou botou

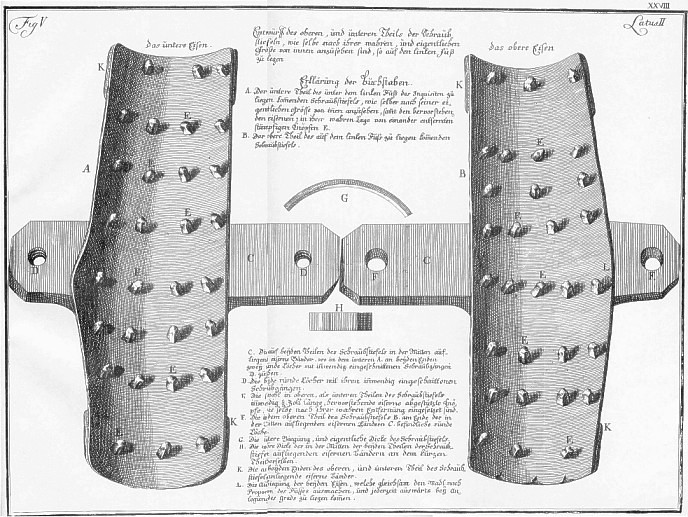
kodifikovaný nákres španělské boty

Španělská bota se řadí k ostřejším nástrojům útrpného práva. Jedná se o upravený šroubový lis, jehož čelisti jsou uzpůsobeny do tvaru vhodného k nasazení na holeň. Vnitřní plochy čelistí jsou opatřeny kovovými jehlami, ozubením nebo kovovými výstupky v podobě tupých čtverců, které v některých případech dokázaly rozdrtit i kost obviněného. Stahování zajišťují proti sobě umístěné dvojice šroubů (segmentová španělská bota), nebo jsou obě poloviny nástroje opatřeny rozevíracím pantem a stahování se provádí silnějším šroubem z jedné strany. Ranivý účinek spočívá při slabším stažení šroubů ve vzniku bolestivých a obtížně se hojících poraněních bérce, při silnějším utažení ve zhmoždění svalů bérce a holeně až k případným frakturám dlouhých kostí. Nezřídka kdy docházelo i k vykrvácení nebo vlivem infekce k otravě krve, která ve většině případů rovněž vedla ke smrti. Mučení španělskou botou se používalo k přiznání k čarodějnictví. Byl to druhý nastroj hned po svěrači palců a před skřipcem.